# Мамон (деревня)
Мамон — деревня в Здвинском районе Новосибирской области. Входит в состав Новороссийского сельсовета.

## География
Площадь деревни — 60 гектаров.

## Население
| 2002 | 2007 | 2010 |
| ---- | ---- | ---- |
| 182  | ↘136 | ↘108 |

## Инфраструктура
В селе по данным на 2007 год функционируют 1 учреждение здравоохранения, 1 образовательное учреждение.